# Lethrinus
Lethrinus là một chi cá biển trong họ Cá hè, được lập ra bởi Georges Cuvier vào năm 1829. Đây là chi cá chứa nhiều loài có giá trị kinh tế, chẳng hạn như cá hè chấm đỏ.

## Từ nguyên
Tên gọi của chi bắt nguồn từ lethrínia (λεθρίνια), một cái tên bằng tiếng Hy Lạp cổ đại dành cho các thành viên của chi Pagellus mà Cuvier áp dụng cho chi này.

## Phân bố
Lethrinus có phân bố trải dài trên khắp vùng Ấn Độ Dương - Thái Bình Dương, riêng một loài là L. atlanticus được tìm thấy ở Tây Đại Tây Dương. 

## Các loài
Có 30 loài được ghi nhận trong chi này, bao gồm:
- Lethrinus amboinensis Bleeker, 1854
- Lethrinus atkinsoni Seale, 1910
- Lethrinus atlanticus Valenciennes, 1830
- Lethrinus borbonicus Valenciennes, 1830
- Lethrinus conchyliatus (Smith, 1959)
- Lethrinus crocineus Smith, 1959
- Lethrinus enigmaticus Smith, 1959
- Lethrinus erythracanthus Valenciennes, 1830
- Lethrinus erythropterus Valenciennes, 1830
- Lethrinus genivittatus Valenciennes, 1830
- Lethrinus haematopterus Temminck & Schlegel, 1844
- Lethrinus harak (Forsskål, 1775)
- Lethrinus laticaudis Alleyne & Macleay, 1877
- Lethrinus lentjan (Lacépède, 1802)
- Lethrinus longirostris Playfair, 1867[3]
- Lethrinus mahsena (Forsskål, 1775)
- Lethrinus microdon Valenciennes, 1830
- Lethrinus miniatus (Forster, 1801)
- Lethrinus mitchelli Allen, Victor & Erdmann, 2021[4]
- Lethrinus nebulosus (Forsskål, 1775)
- Lethrinus obsoletus (Forsskål, 1775)
- Lethrinus olivaceus Valenciennes, 1830
- Lethrinus ornatus Valenciennes, 1830
- Lethrinus ravus Carpenter & Randall, 2003[5]
- Lethrinus reticulatus Valenciennes, 1830
- Lethrinus rubrioperculatus T. Sato, 1978
- Lethrinus scoparius Gilchrist & Thompson, 1908[6]
- Lethrinus semicinctus Valenciennes, 1830
- Lethrinus variegatus Valenciennes, 1830
- Lethrinus xanthochilus Klunzinger, 1870

## Hình thái
Ở nhiều loài Lethrinus khác, chúng có thể chuyển sang kiểu hình lốm đốm, với một loạt các vạch nâu đen ở thân trên và dưới, cũng như những vệt sẫm, thường thấy khi chúng bơi hoặc đứng im gần sát đáy biển, có lẽ là ngụy trang để tránh sự nguy hiểm.
Chi Lethrinus có thể mang mức độ bao phủ mã vạch DNA cao nhất trong số các chi cá rạn san hô cỡ lớn, đặc biệt là trong số các nhóm loài thương mại quan trọng.

## Sinh thái
Thức ăn của Lethrinus khá đa dạng, bao gồm các loài động vật da gai, động vật giáp xác, động vật thân mềm và cả cá nhỏ hơn chúng. Chúng sống đơn độc hoặc trong những nhóm nhỏ, có khi hợp thành đàn lớn.
Tuổi lớn nhất được biết đến ở các thành viên Lethrinus là 36, thuộc về loài L. atkinsoni, kém hơn là 30 thuộc về L. nebulosus.
Lethrinus bao gồm một số là những loài lưỡng tính tiền nữ, nghĩa là cá đực là từ cá cái trưởng thành chuyển đổi mà thành (được biết đến ở L. genivittatus, L. variegatus, L. rubrioperculatus, L. lentjan và L. miniatus), nhưng cũng có vài loài là lưỡng tính tiền nữ phi chức năng, trong đó việc chuyển đổi giới tính xảy ra ở cá cái khi mà buồng trứng chưa phát triển (tức cá cái còn nhỏ). Lưỡng tính tiền nữ phi chức năng có thể kể đến L. atkinsoni, L. nebulosus hay L. obsoletus.

## Thương mại
Phần lớn các loài trong chi Lethrinus có giá trị thương mại khá cao, như L. lentjan. Thịt của nhiều loài được đánh giá là chất lượng, tuy nhiên có người cho rằng thịt của loài này có vị khó chịu như của iod, đồng hoặc cả san hô (đã được ghi nhận đối với loài L. nebulosus và L. mahsena).